# Oksana Sjysjkova
Oksana Valerijivna Sjysjkova (ukrainska: Оксана Валеріївна Шишкова), född 10 juni 1991 i Charkiv, Ukrainska SSR, är en ukrainsk längdåkare och skidskytt.

## Meriter
Paralympiska vinterspelen 2014
- Brons, skidskytte 6 km synskadade
- Brons, skidskytte 10 km synskadade
- Brons, skidskytte 12,5 km synskadade
- Brons, längdskidåkning 1 km synskadade

Paralympiska vinterspelen 2018
- Guld, skidskytte 10 km synskadade
- Guld, skidskytte 4 x 2,5 km mixstafett
- Silver, skidskytte 6 km synskadade
- Silver, längdskidåkning 15 km synskadade
- Brons, längdskidåkning 1,5 km synskadade

Paralympiska vinterspelen 2022
- Guld, skidskytte 6 km synskadade
- Guld, skidskytte 12,5 km synskadade
- Silver, skidskytte 10 km synskadade